# Vrnograč
Vrnograč är en ort i Bosnien och Hercegovina.   Den ligger i entiteten Federationen Bosnien och Hercegovina, i den nordvästra delen av landet, 240 km nordväst om huvudstaden Sarajevo. Vrnograč ligger 162 meter över havet och antalet invånare är 6 860.
Terrängen runt Vrnograč är platt västerut, men österut är den kuperad. Vrnograč ligger nere i en dal. Närmaste större samhälle är Velika Kladuša, 11,9 km väster om Vrnograč. 
Omgivningarna runt Vrnograč är en mosaik av jordbruksmark och naturlig växtlighet. Runt Vrnograč är det ganska tätbefolkat, med 67 invånare per kvadratkilometer.